# Vox Amplification
Vox je britská firma, zabývající se výrobou kytar a kytarových aparatur.

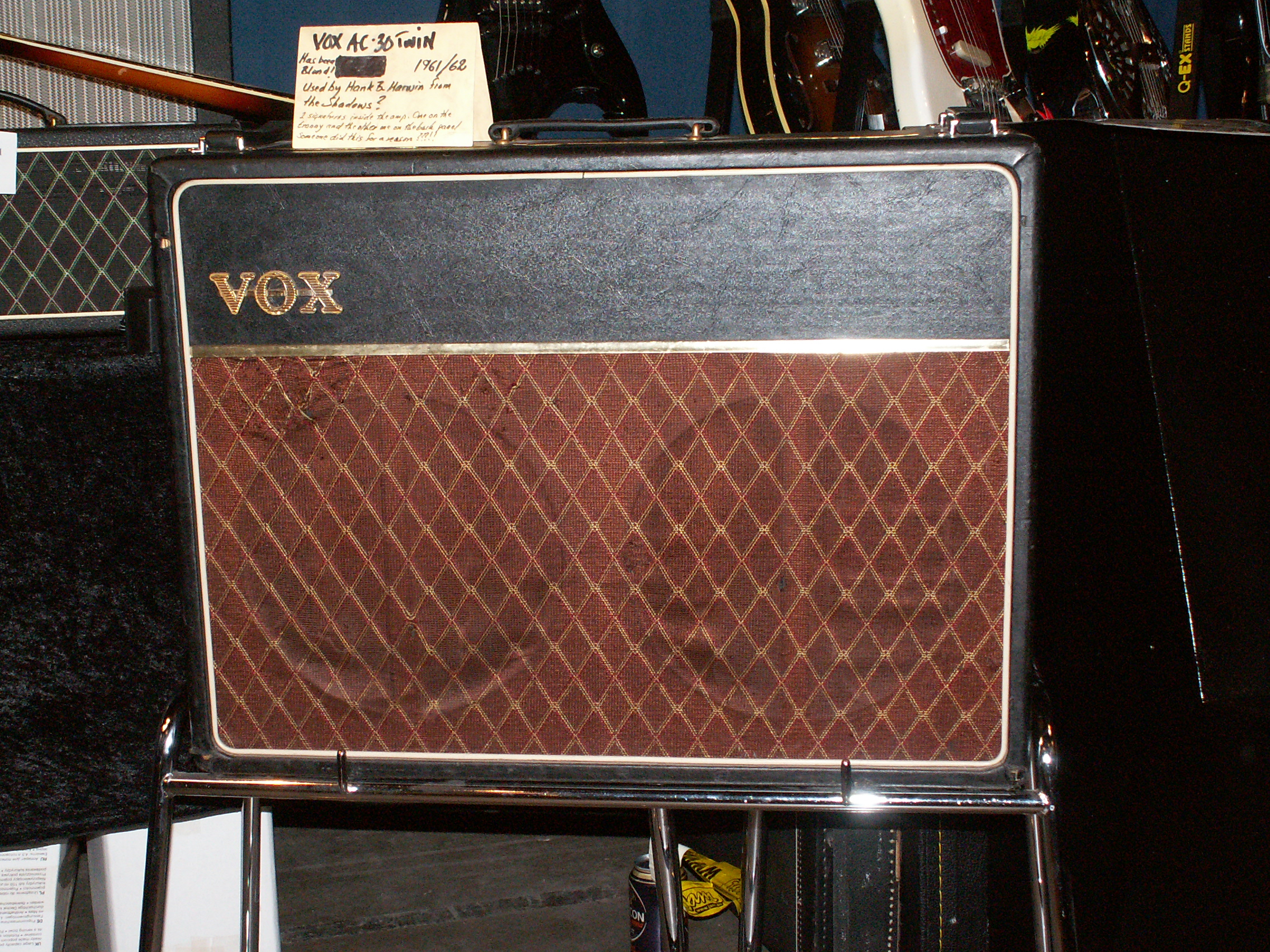
Vox AC30

## Historie
Firma byla založena už po druhé světové válce v anglickém Kentu. Zakladatelem byl Thomas Walter Jennings. Firma se zabývala výrobou varhan. V roce 1958 začala vyrábět i kytarové aparatury. První a nejvýznamnější aparatura nesla název Vox AC15 a spolu se silnější verzí AC30 se stala nejen symbolem této firmy, ale i symbolem zvuku první poloviny 60. let.
Firma prosperovala do chvíle, kdy ji Thomas Walter Jennings prodal. Až do roku 1992, něž ji koupil japonský Korg, měla firma velké problémy. Teprve od té chvíle se zase podařilo vrátit Voxu jeho dávné postavení a význam.

## Nabídka
Tranzistorové zesilovače:
- Vox DA

Pololampové zesilovače:
- Vox Valvetronix

Lampové zesilovače:
- Vox Custom Classic
- Vox Classic Plus
- Vox AC Heritage

## Známí uživatelé
- The Shadows
- The Rolling Stones
- The Beatles
- The Kinks
- Jimmy Page
- Brian May
- The Doors
- Radiohead